# Московская улица (Минск)
Моско́вская у́лица (бел. Маскоўская вуліца) — улица Минска. Одна из главных магистралей, соединяет центр города с южными районами — Курасовщиной, Юго-Западом, Малиновкой, Брилевичами.

## Расположение
Протянулась от площади Мясникова до улицы Чкалова. По Московской улице проходит граница Московского и Октябрьского районов Минска.

## История
23 августа 1870 года в двух с половиной верстах от тогдашней городской черты Минска была совершена закладка вокзала Московско-Брестской железной дороги. Туда вдоль старого Койдановского тракта протянулась улица, которая сперва называлась Ново-Захарьевской, Новой Московской, а с 1880 года и по сей день именуется Московской.
Московско-Брестская и построенная вскоре после неё Либаво-Роменская железные дороги отсекли от города его южную часть — бурно застраивавшиеся железнодорожные районы Уборки, Грушевку и Добрые Мысли. Чтобы сократить время простоя у шлагбаумов, в девяностые годы XIX столетия над Московской улицей был сооружен первый в Минске железнодорожный путепровод — Западный мост. Улица и с другой стороны упиралась в железнодорожное полотно, поэтому в 1908 году Московскую улицу и Койдановский тракт соединил Бетонный мост, названный так потому, что материал, из которого изготовлен путепровод, по тем временам был редким и не самым дешевым (впрочем, местные жители называли его ещё «цементным» или «каменным виадуком»). Бетонный мост был реконструирован в первой половине 80-х годов XX века, в результате чего на пересечении Московской и Суражской улиц появилась двухуровневая развязка.
В 1892 году Виленский и Брестский вокзалы соединила Вокзальная линия конки, которая шла вдоль Бобруйской и Московской улиц. В 1929 году на место конки пришёл трамвай, затем автобус, а в 1956 году и троллейбус. Трамвайная линия была снята в 1961 году.
Огромную территорию между левой (нечётной) стороной улицы и путями Московско-Брестской железной дороги много лет занимало так называемое Францисканское болото. По всей вероятности название это происходит от расположенного в дальнем конце улицы подворья Пинского Францисканского монастыря.

## Архитектура
Дореволюционная Московская лица была застроена преимущественно деревянными домами, да и немногие кирпичные были не выше двух этажей. Из застройки того времени сохранился только дом №11, который, однако, был перестроен до неузнаваемости, надстроен до трёхэтажного и поэтому охранного статуса не получил.
В двадцатые-тридцатые годы прошлого века появились первые многоэтажные дома, но тоже не слишком высокие — не более четырёх этажей. Дом №5 построен в 1929 году. В тридцатые здесь располагалось общежитие Белорусского государственного университета, а после войны дом, оставаясь университетским, на какое-то время стал жилым, в телефонных справочниках пятидесятых годов можно найти фамилии, знакомые многим студентам и сотрудникам университета. Затем в течение многих лет в здании находилась военная кафедра университета, сейчас там Институт бизнеса и менеджмента технологий БГУ.
Стоящий напротив 100-квартирный дом №8 (архитекторы А. П. Воинов, Н. И. Гиляров  и А. И. Крылов, работавшие под совместным псевдонимом вогикры) построен в тридцатые годы для железнодорожников.

## Известные жители
| Фамилия, имя, отчество                           | Чем известен                                                                                    | Номер дома   | Годы жизни на Московской             |
| ------------------------------------------------ | ----------------------------------------------------------------------------------------------- | ------------ | ------------------------------------ |
| Белоусов, Олег Павлович                          | Художник-мультипликатор, сценарист, режиссёр, журналист                                         | 12           | 1950-е — 2009                        |
| Вайнруб, Евсей Григорьевич                       | Командир танковой бригады, Герой Советского Союза                                               | 9            | 1960-е                               |
| Головач, Платон Романович                        | Писатель, общественный деятель                                                                  | 8            | до 11 августа 1937 года (дня ареста) |
| Зеленкова, Анна Павловна                         | Хоровой дирижёр, педагог                                                                        | 9            | 1970—2010                            |
| Кулешов, Аркадий Александрович                   | Поэт, переводчик                                                                                | 16           | 1930-е                               |
| Миронов, Александр Евгеньевич                    | Писатель-маринист                                                                               | Дом Дрейцера | 1920-е                               |
| Серова, Зоя Яковлевна                            | Доктор биологических наук, профессор, участник антифашистского подполья, праведник народов мира | 29           | 1940-е                               |
| Сикорский, Всеволод Михайлович                   | Историк, ректор БГУ                                                                             | 5            | 1950-е                               |
| Тарасов, Константин Иванович                     | Писатель                                                                                        | 8            | 1950-е                               |
| Филипских, Евгений Фёдорович                     | Командир партизанской бригады, Герой Советского Союза                                           | 11           | 1950-е                               |
| Микола Хведарович (Николай Фёдорович Чернушевич) | Поэт                                                                                            | 16           | 1930-е                               |

## Интересные факты
- Московская улица, электродепо Московское и Московский район находятся на большом расстоянии от одноименной станции метро.
- На короткой Московской улице всего двадцать зданий, однако пять из них, т. е. 25%, имеют охранный статус памятников архитектуры[9].